# Jaume Serra

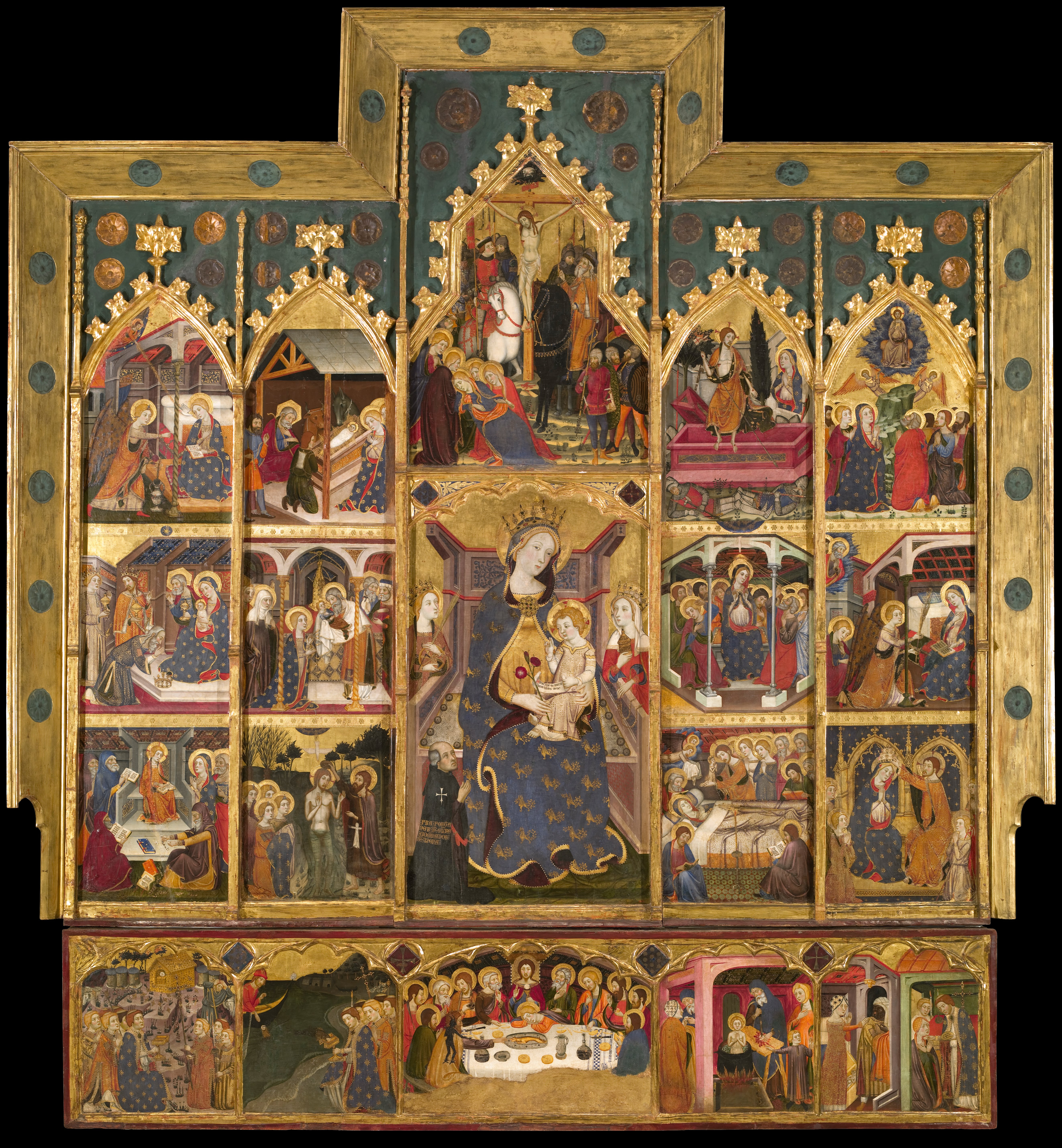
Retabel van de Heilige Maagd

Jaume Serra was een  kunstschilder actief in Catalonië van 1357 tot 1390.  Hij schilderde in een gotische stijl beïnvloed door de Siënese school, die in Barcelona geïntroduceerd werd door Ferrer Bassa en diens atelier.

## Biografie
Jaume Serra was de tweede zoon van Constança en Berenguer Serra. Ook zijn drie broers Francesc, Joan en Pere waren schilders, actief in Catalonië in de tweede helft van de 14e eeuw.
Jaume en zijn oudere broer Francesc begonnen omstreeks 1350 een gezamenlijk atelier, wat in de praktijk betekende dat Jaume met Francesc ging samenwerken in diens atelier. Hoewel ze een opdracht kregen van Hendrik van Trastamare, de bastaard broer van Peter I van Castilië, hadden ze slechts incidenteel contact met het hof, maar werkten vooral voor kathedralen, kapittelkerken, parochiekerken en kloosters. Ze zouden contacten gehad hebben met Bartomeu Bassa, die de zoon zou zijn van Ferrer Bassa en die voorkomt in een rekening van 10 december 1347,  maar over wie eigenlijk niets bekend is. Hoe dan ook, de Serra’s zetten de traditie van Ferrer Bassa en Ramon Destorrents verder en werkten in een gotische stijl met sterke invloeden van de Siënese school.
In 1361 stierf Francesc en Jaume nam op dat moment zijn jongere broer Pere op in het atelier. Samen werden ze de belangrijkste producenten van retabels tijdens de tweede helft van de 14e eeuw in Catalonië, maar hun invloed strekte zich uit tot in Valencia en Rousillon. Zowel Jaume als zijn broer Pere hadden hun eigen productie.
Vanaf het einde van de 14e eeuw nam Sevilla de leidende rol van Barcelona als kunstcentrum over. De stijl van schilderen evolueerde meer en meer naar de Franse stijl en de internationale gotiek.

## Werken
Er is een werk dat met zekerheid aan Jaume Serra kan worden toegewezen, namelijk het Verrijzenisretabel in het klooster Sant Sepulcre van Zaragoza. Door stilistische analyse kan men een aantal werken uit de productie van het Serra-atelier aan Jaume toewijzen.
Enkele werken toegewezen aan van deze kunstenaar:
- Retabel van de Moeder Gods, gemaakt voor het Santa Maria van Sixena, 1367-1381, Museu Nacional d'Art de Catalunya.
- Retabel met de nativiteit, aanbidding der wijzen en de verrijzenis, Musée des Arts Décoratifs (Parijs)
- Retabel van de Heilige Maagd, gemaakt voor het klooster van het klooster Sant Sepulcre in Zaragoza, Museu de Saragossa
- Retabel van de Verlosser, besteld door Marti d’Apartil in 1381, Museu de Saragossa
- Verrijzenisretabel, gemaakt voor klooster Sant Sepulcre van Zaragoza, Museu de Saragossa
- Retabel van Tobed: 
  - Geschiedenis van Maria Magdalena, Museo del Prado in Madrid
  - Geschiedenis van Johannes de Doper, Museo del Prado in Madrid
  - De heilige maagd met schenkers Hendrik II van Castilië en Johanna Emmanuella van Castilië en hun dochter Eleonora, Museo del Prado, Madrid
- Retabel van de heilige Stefanus, gemaakt voor het klooster Santa Maria de Gualter, Museu Nacional d'Art de Catalunya

## Galerij

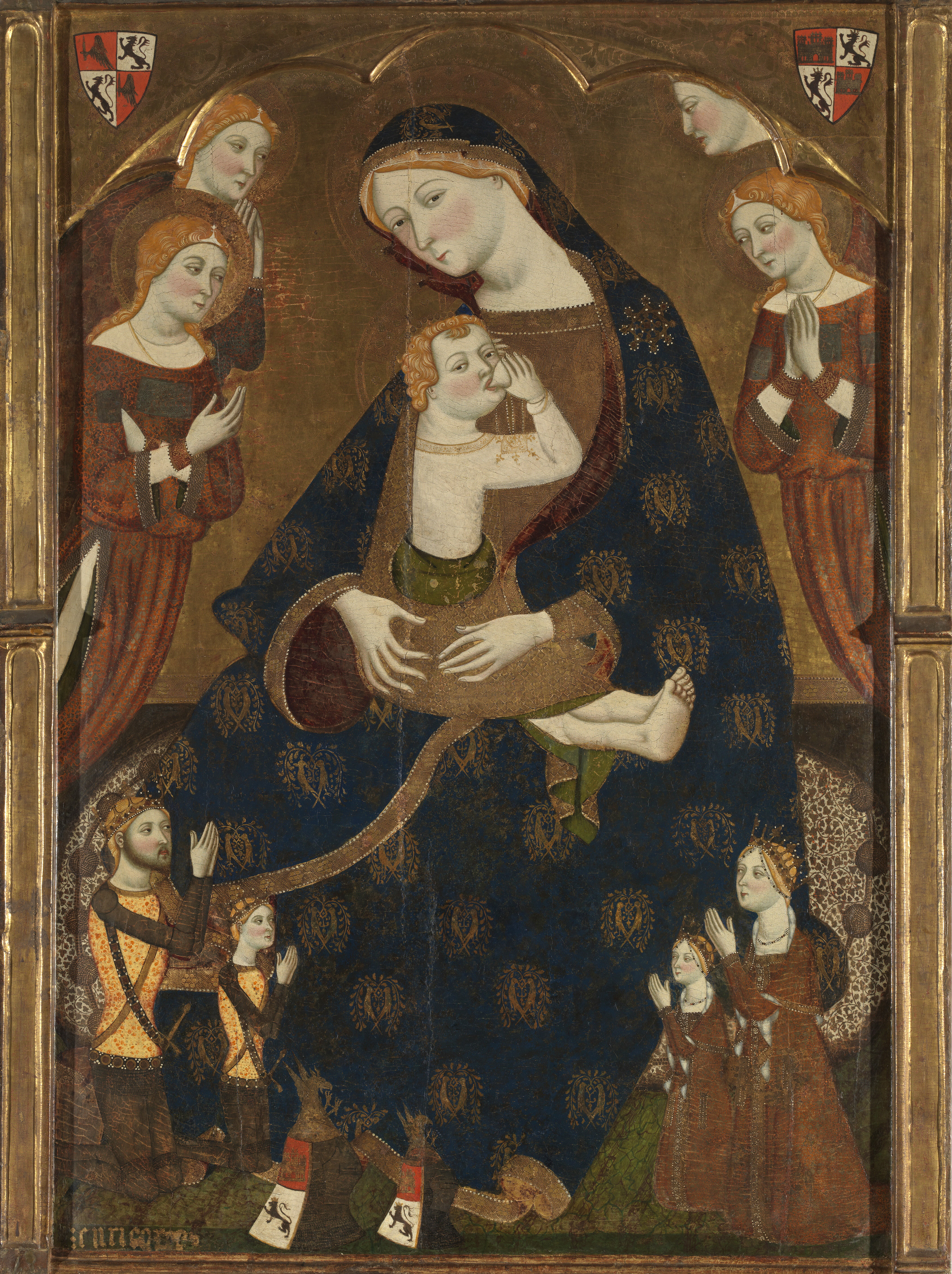
De maagd van Tobed, ca. 1360, Museo Nacional del Prado, Madrid
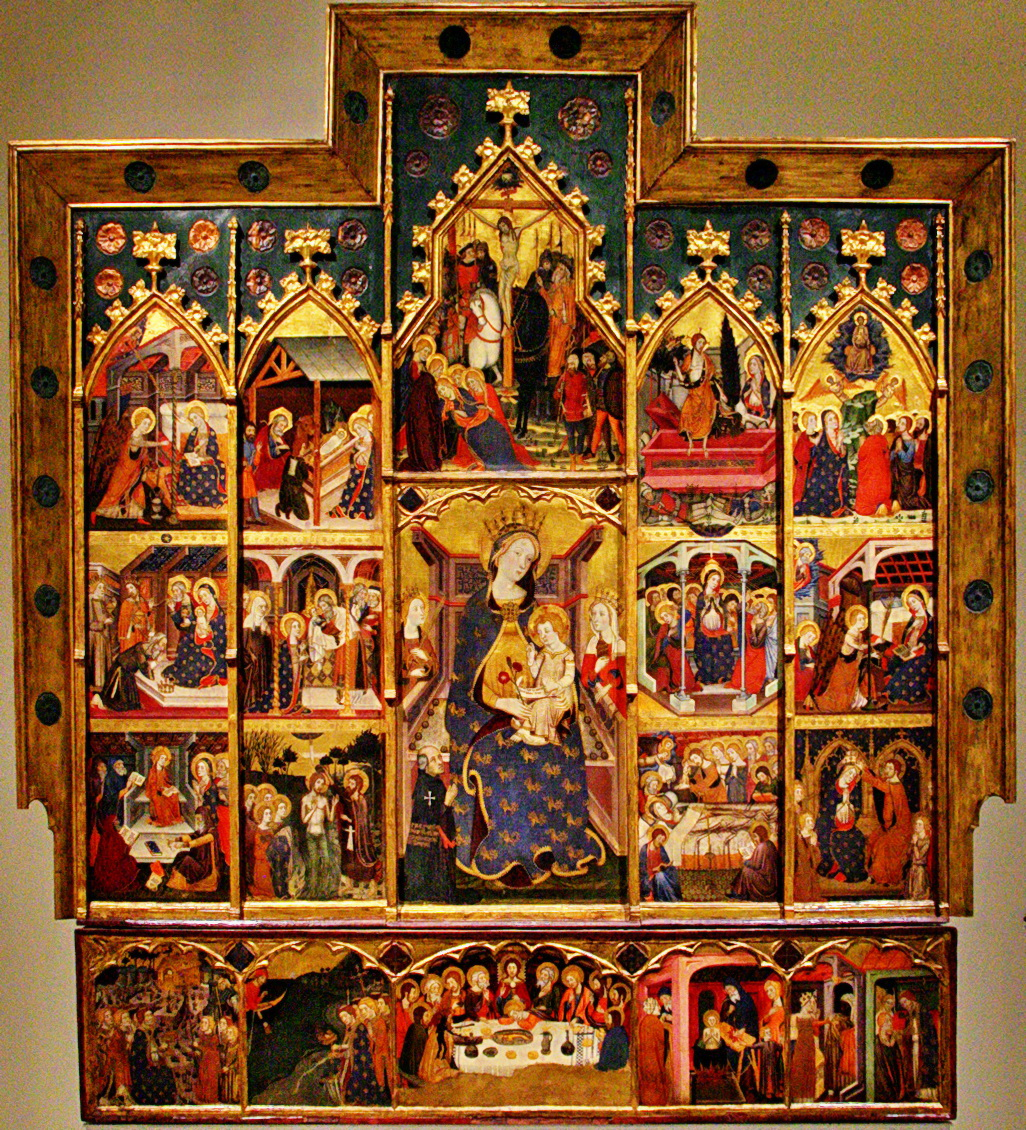
Retabel van Sixena, 1367, Museu Nacional d'Art de Catalunya, Barcelona
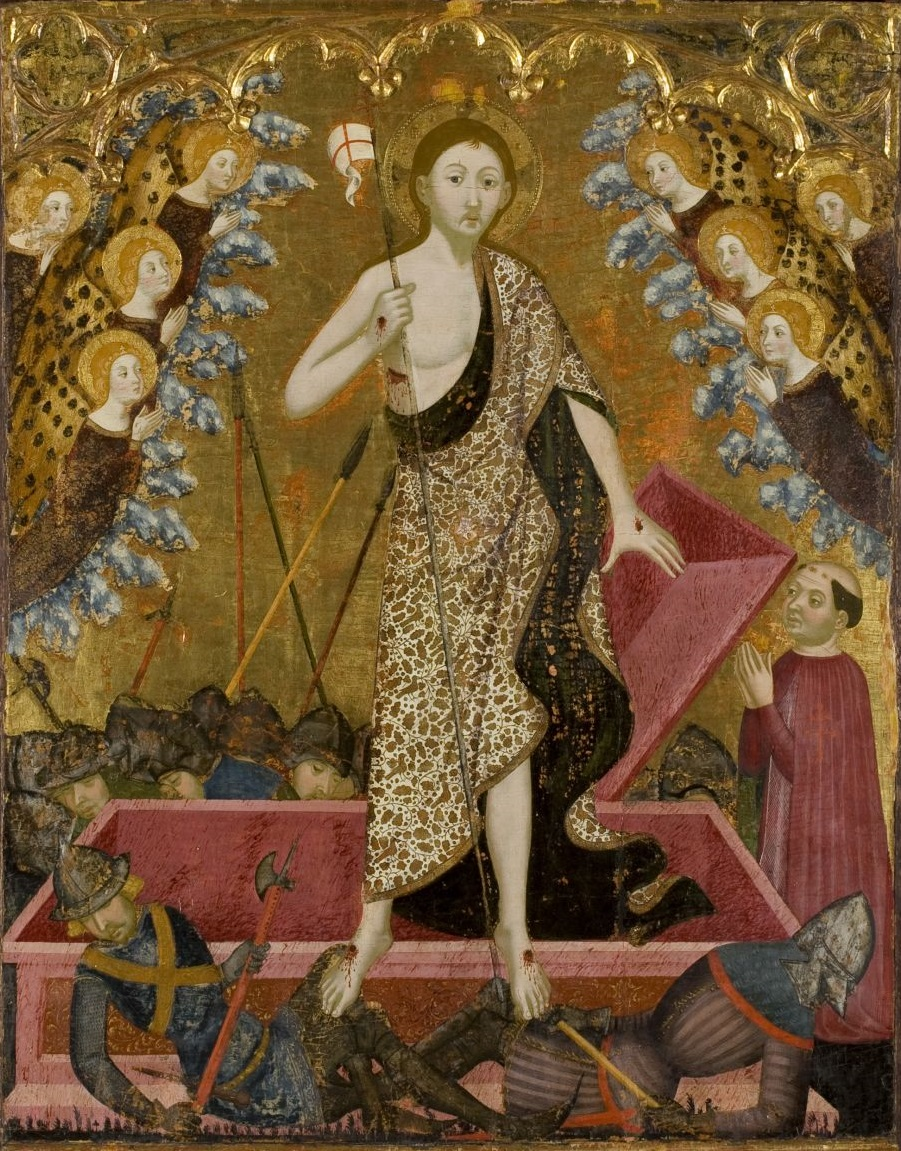
Verrijzenisretabel van het Santo Sepulcro in Zaragoza
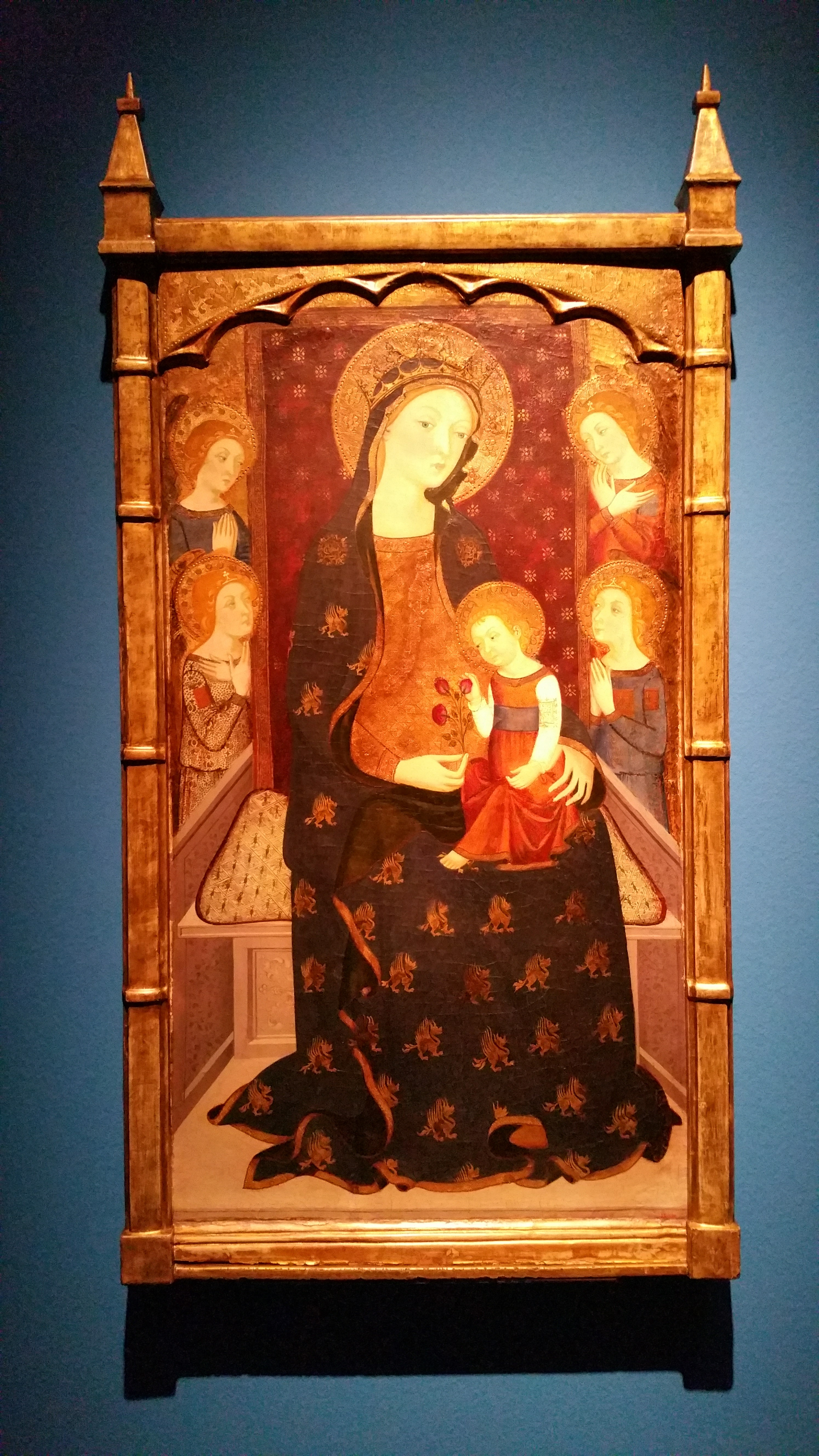
Madonna met Kind en engelen, ca. 1380, Museu Nacional d'Art de Catalunya, Barcelona
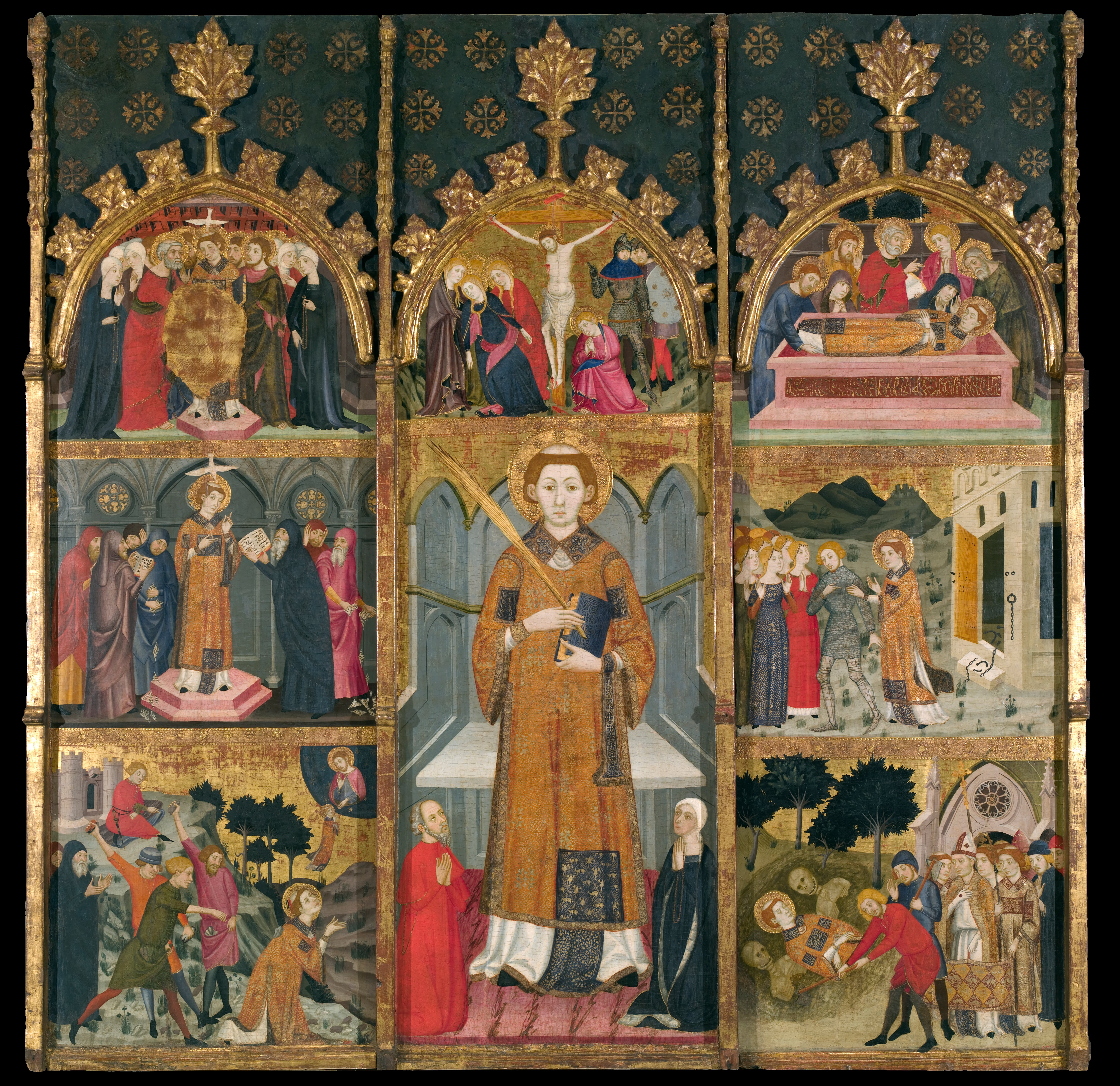
Retabel van de heilige Stefanus, ca. 1385, Museu Nacional d'Art de Catalunya, Barcelona

- Union List of Artist Names: 500004966
- Virtual International Authority File: 95711144